# Ефект пам'яті акумулятора

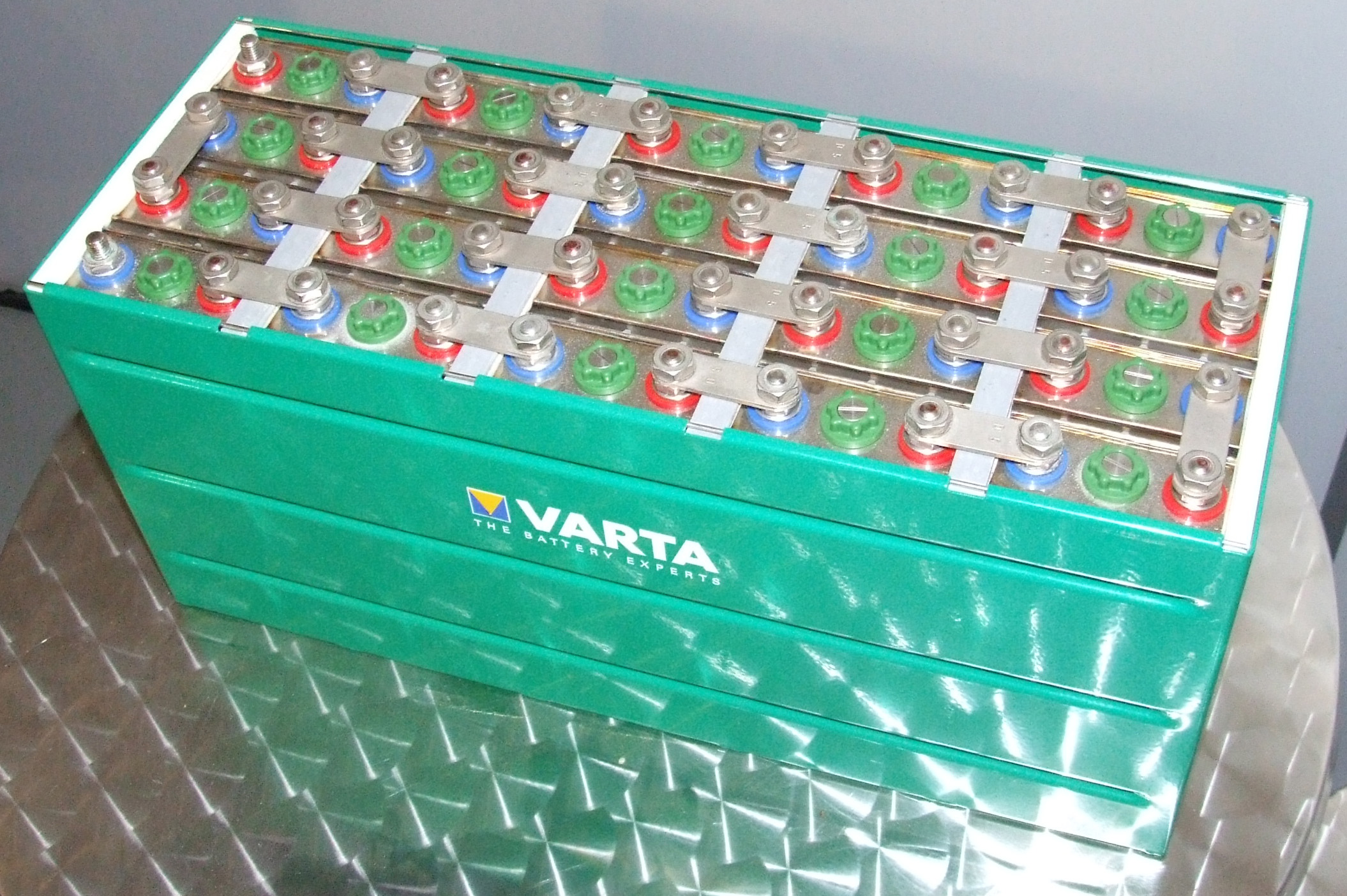
NiMH-акумулятор з 20-ма елементами

Явище пам'яті акумулятора — нині (2000-і) під ефектом пам'яті розуміється зворотна втрата ємності, що виникає в деяких типах електричних акумуляторів у разі порушення настанов щодо режиму заряджання, зокрема, після заряджання не повністю розрядженого акумулятора.  
Назва пов'язана із зовнішнім проявом цього явища: акумулятор начебто «пам'ятає», що в попередні проміжки роботи його ємність не була використана цілком, і під час розряджання віддає накопичену ємність тільки до «запам'ятованої межі».

## Справжній ефект пам'яті
Термін «пам'ять» походить від досвіду застосування в аерокосмічній галузі нікель-кадмієвих акумуляторів, в яких елементи неодноразово розряджалися до 25% доступної ємності (плюс-мінус 1%) під суворим комп'ютерним керуванням, а потім заряджалися до 100% без перезаряджання (надмірного заряджання). Цей довгостроковий режим із повторюваним циклом, без можливості перезарядження, призводив до втрати ємності вище точки розряджання — 25%. Ця пам'ять не може існувати, якщо виконується одна (або декілька) з наступних умов:
- акумулятори досягають повного перезарядження

- розряджання не зовсім однакове кожного циклу — у межах плюс-мінус 3%

- розряджання не перевищує 1,0 вольт на елемент[1]

Справжній ефект пам'яті притаманний для нікель-кадмієвих елементів зі спеченими пластинами, і його надзвичайно важко відтворити, особливо в батареях із невеликою ємністю. В одній певній тестовій програмі, призначеній для отримання такого ефекту пам'яті, не було виявлено нічого, після більш ніж 700 точно дотримуваних циклів заряджання/розряджання. У дослідженні використовувалися спірально намотані акумулятори ємністю одну ампер-годину (1000 мАг). У наступному дослідженні застосовувалися аерокосмічні елементи на 20 ампер-годин у подібному режимі випробувань; ефекти пам'яті спостерігалися аж після кількох сотень циклів.

## Фізична основа явища
Причиною прояву ефекту пам'яті є укрупнення кристалічних утворень активної речовини акумулятора і, як наслідок, зменшення площі активної поверхні його робочої речовини. Чим дрібніше кристалічні утворення активної речовини акумулятора, тим більше площа поверхні кристалічних утворень, а, отже, і найбільша кількість енергії, що запасається акумулятором, відповідно, з укрупненням кристалічних утворень впродовж експлуатації — площа їх поверхні скорочується, водночас зменшується максимальний струм розряду і збільшується внутрішній опір елемента. Великі й гострі кристали також значно зменшують відстань між електродами, що призводить до більшого саморозряду елемента. Такі кристали можуть також проштрикнути сепаратор, що призведе до незворотного пошкодження гальванічного елемента.
Впливу ефекту пам'яті схильні NiCd-акумулятори і, меншою мірою, NiMH-акумулятори.

## Способи захисту від ефекту
Уникнути ефекту пам'яті можна, якщо дотримуватися режиму використання акумулятора: доводити акумулятор до майже повного розряджання і лише після цього його заряджати знову. Бажано також не перевищувати зазначені у настановах заводом-виробником, режими заряджання і розряджання.
Певною мірою дія ефекту пам'яті зворотна: «тренування» акумулятора, тобто, кілька циклів заряджання до якнайбільше можливої ємності і подальшого повного розряджання, може приводити до відновлення найбільшої ємності, до первинного або близького до нього рівня. Дуже гарні результати показує спосіб заряджання акумуляторів змінним асиметричним струмом.
Деякі сучасні зарядні пристрої, дають можливість «додаткового розряджання» акумуляторів перед заряджанням. У разі її застосування, акумулятор перед заряджанням приєднується до навантаження і розсіює на ньому залишок заряду. Заряджання вмикається тільки після того, як буде засвідчено різкий спад струму крізь навантаження, який свідчить про цілковите розряджання батареї.

## Типи акумуляторів, які можуть мати ефект пам'яті

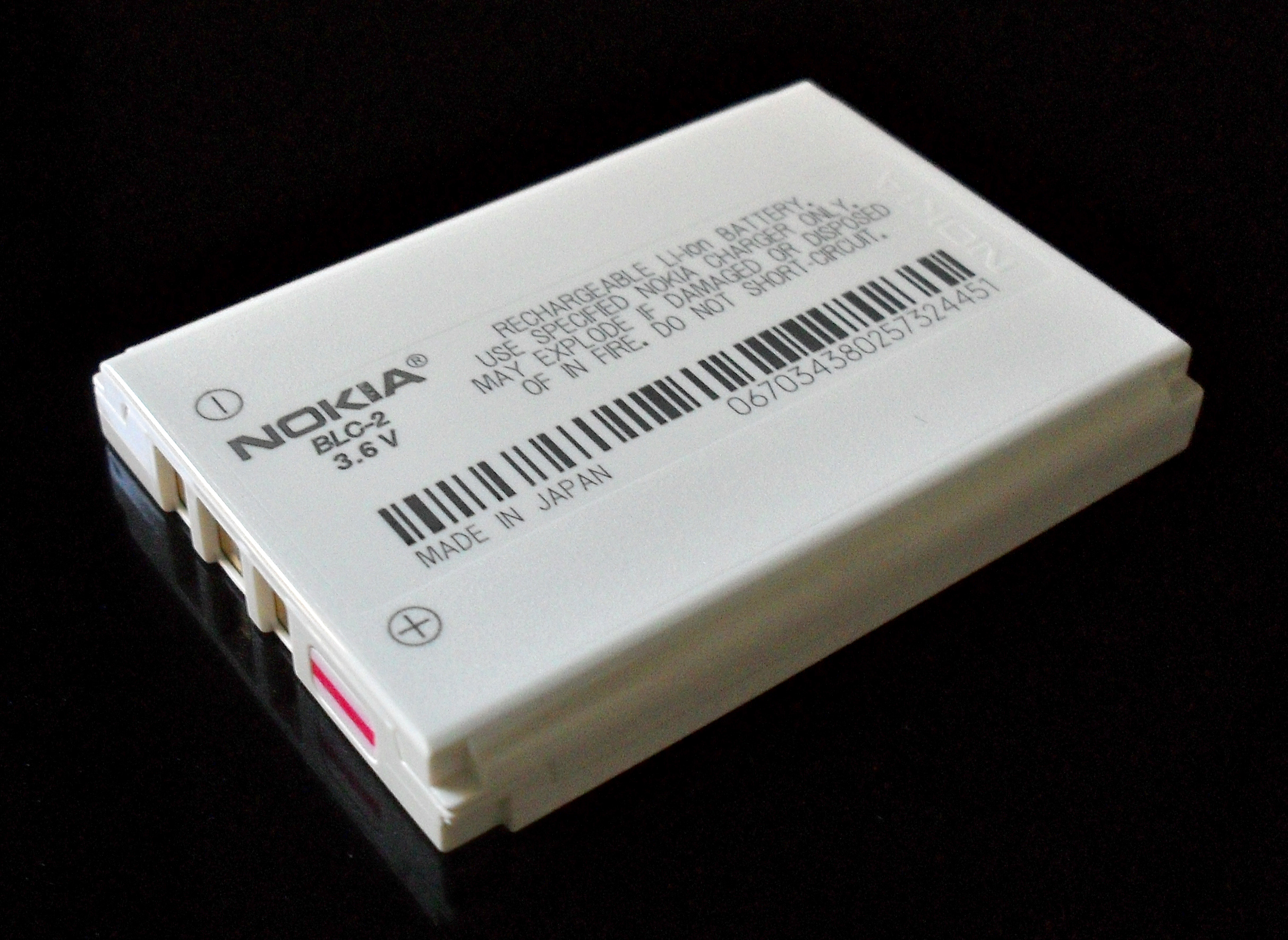
Літій-іонний акумулятор для живлення мобільного телефону.

- Нікель-метал-гідридний акумулятор (NiMH)
- Нікель-кадмієвий акумулятор (NiCd)
- Літій-іонний акумулятор (Li-ion)

## Типи акумуляторів, яким не властивий ефект пам'яті
- Літій-полімерний акумулятор (Li-pol)
- Свинцево-кислотний акумулятор (Lead-acid)

## Дослідження ефекту пам'яті у сучасних акумуляторних батареях
2001 року, Центр досліджень сонячної енергії та водню в Баден-Вюртемберг (ZSW), вивчив поведінку наявних у продажу нікель-кадмієвих, нікель-метал-гідридних і літій-іонних акумуляторів у разі множинних часткових розряджень. Було визначено спад напруги на комірці після багаторазових часткових розряджень (десять циклів часткового розряджання/заряджання і більше), але завжди було менше ніж 0,05 вольта. Раніше поширене зниження напруги на комірці більш ніж на 0,1 вольта, спостерігати не вдалося. Зниження напруги на комірці можна було б повернути назад шляхом одноразового розряджання до нормальної кінцевої напруги розрядження, та повторного заряджання. Дивно, але NiCd та NiMH акумулятори поводилися дуже схоже, водночас стосовно NiMH акумуляторів кажуть про явище інерції акумулятора. Акумулятори Li+ показують цей ефект лише невеликою мірою. Звідси можна зробити висновок, що жодна з вищезгаданих причин, у яких завжди бере участь кадмій, не може бути поставлена під сумнів щодо цього ефекту.
Автори дослідження прийшли до висновку, що виробникам акумуляторів багато в чому вдалося усунути ефект пам'яті шляхом підбору матеріалів або зміни технології, і дають наступні поради:
- цілковите розряджання перед кожним заряджанням, не потрібне.

- рекомендується періодичне повне розряджання, приблизно після 50 циклів часткових розряджень.

Радше, час служби батареї, можна значно збільшити завдяки частковим розряджанням — це стосується як NiMH, так і літієвих акумуляторів. Гібридні автомобілі спроможні мати вдесятеро більше циклів часткового заряджання, ніж якби вони були б завжди повністю розряджені. Наприклад, з батареями для pedelec (велосипед із допоміжним електродвигуном), пропускна здатність може бути збільшена приблизно втричі, що відповідає більш ніж подвоєному терміну служби.